# کیم جون هان
کیم جون هان (کره‌ای: 김준한؛ زادهٔ ۲۹ مارس ۱۹۸۳) بازیگر، کارگردان فیلم و فیلم‌نامه‌نویس اهل کره جنوبی است که در کنار سوزی در سریال آنا ایفای نقش کرده است. او در سال ۲۰۱۸ در مجموعه تلویزیونی زمان حضور پیدا کرد.